# World Community Grid
World Community Grid（ワールド・コミュニティ・グリッド、WCG）は、人類に有益な科学研究に取り組むために、世界最大のボランティア・コンピューティング・プラットフォームを構築する取り組みである。2004年11月16日に開始され、United Devicesから独自のGrid MPクライアントの提供を受け、2005年にBerkeley Open Infrastructure for Network Computing（BOINC）のサポートを追加した後、World Community Gridは最終的にGrid MPクライアントを廃止し、2008年にBOINCプラットフォームに統合した。2021年9月、IBMは、その所有権をオンタリオ州トロントのユニバーシティ・ヘルス・ネットワークのクレンビル研究所に移管したことを発表した。
World Community Gridは、消費者向け機器（デスクトップやラップトップPC、Androidスマートフォンなど）の未使用の処理能力を利用して、コンピューターグリッドに参加する研究グループが作成したデータを分析する仕組みである。WCGのプロジェクトでは、ヒトゲノム、HIV、デング熱、筋ジストロフィー、癌(がん)、インフルエンザ、エボラ出血熱、ジカウイルス、バーチャルスクリーニング、米作の収量、クリーンエネルギー、浄水、COVID-19などに関する研究分野でデータを分析してきた。
2022年現在、WCGには、5つの活動中のプロジェクトと、26の完了したプロジェクトがある。これらのプロジェクトのうちいくつかは、WCGで生成されたデータの分析に基づいて、査読付きの論文を発表している。その例として、ジカウイルスのNS3ヘリカーゼタンパク質を阻害してウイルス複製を最大86%減少させる化合物（FAM 3）を発見したOpenZikaプロジェクトの論文、新規の創薬ターゲットを可能にするHIV-1カプシドタンパク質の新たな脆弱性を発見したFightAIDS@homeの論文、より洗練され正確な結果をもたらす新しいコンピューター支援創薬技術に関するFightAIDS@homeの論文があげられる。

## 歴史
2003年、IBMと他の研究参加者は、天然痘の治療法の発見を加速させるために、天然痘研究グリッドプロジェクトのスポンサーとなった。 この天然痘研究では、大規模な分散コンピューティンググリッドを使用して、天然痘に対する化合物の有効性を分析した。 このプロジェクトでは、いくつかの天然痘タンパク質に対して3500万個の潜在的な薬物分子をスクリーニングし、天然痘治療薬として開発するための良い候補を特定することができた。  最初の72時間で10万件の結果が返ってきた。プロジェクト終了時には、44の強力な治療薬候補が特定された。 天然痘研究の成功を受けて、IBMは2004年11月16日、他の人道的研究を処理できる技術環境を作ることを目的として、World Community Gridの設立を発表した。
World Community Grid は当初 Windows のみをサポートしており、UDがん研究プロジェクト (grid.org)の分散コンピューティングプロジェクトを推進していた United Devices 社の独自開発Grid MPソフトウェアを使用していた。 Linuxサポートの需要があったため、2005年11月にSETI@homeやClimatepredictionなどのプロジェクトを支援するオープンソースのBerkeley Open Infrastructure for Network Computing (BOINC)グリッド技術が追加され、BOINCの導入以来、Mac OS XとLinuxのサポートが追加された。 2007年、World Community Gridは、サポートされているすべてのプラットフォームをGrid MPからBOINCに移行した。
2021年9月、IBMは、World Community Gridの所有権をクレンビル研究所に移管したことを発表した。全体の移管作業は数ヶ月にわたるとされた。

### プロジェクトの規模
2021年9月21日現在、World Community Gridは33,000以上のアクティブユーザーアカウントを持ち、15万4,000以上のアクティブデバイスを保有している。プロジェクト期間全体では、累計200万年以上の計算時間が寄付され、60億個以上のワークユニット(作業単位)が完成した。

## ボランティアによる貢献

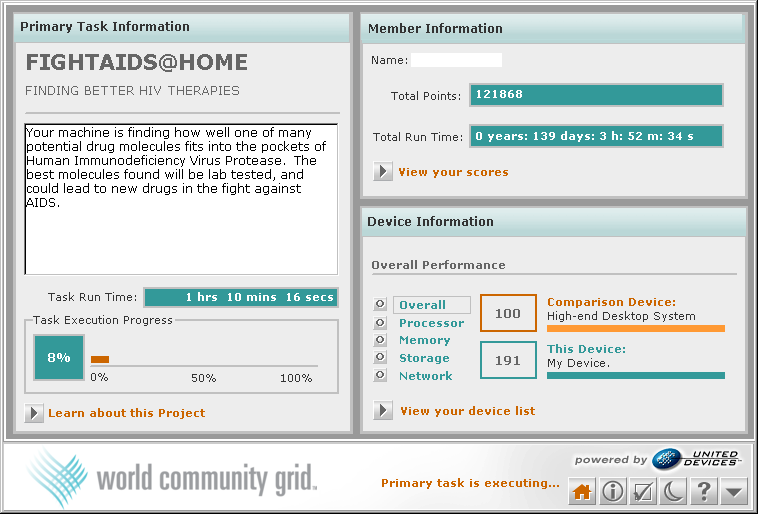
参加して計算中のスクリーンの例（通常は非表示設定）で働かせる。
2008年6月時点でサポートを終了したUDのクライアント ソフトウェアを稼動の状態。

### 参加方法
参加資格は特になく、誰でも個人で参加できる。無償の貢献であり、金銭、物品や権利などを得ることはなく、また義務も負わない。「成否は、参加者一人一人の行動に寄る」とされ、素人がその分野の発展にささやかながらも貢献できるものでもある。
参加者は個人または集団で会員登録をし、インターネットに接続した使用中のパソコンなどの余剰時間や余剰リソースを使用してDNAなどを構成する分子の組み合わせ試行などの計算を行い、その結果を自動的にアップロードする。計算課題のダウンロード、結果のアップロードとも参加者には特別な操作は必要なく、意識することなくOSのマルチプロセッシング環境のバックグラウンド下で行われる。参加させるパソコン等の性能やあらかじめ自分で決めて割くリソースの量や課題にも拠るが、累積約4-20時間程度で一つの課題を解き終える。パソコンの電源を長時間入れないなどして与えられたタスク（課題）をほぼ2週間以内に解かず、結果のアップロードが行われない場合は、その同一タスクはプロジェクトの本部によって別のメンバーにも与えられておりその者の結果が有効となる。一つのタスクの処理中に次のタスクもダウンロードされ待機する。このようにパソコンは常時次々とタスクを解いている。

### 提供するパソコンなどのリソース

#### BOINCクライアントの場合
- 「BOINC」の「World Community Grid」も参照。

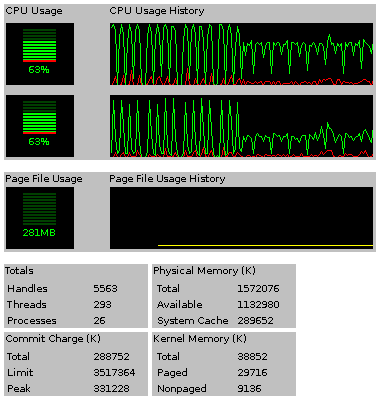
ハイパースレッドで2個分のCPUでBOINCクライアント処理する状況をMicrosoft Windows XP SP2.のWindowsタスクマネージャで見たもの。2つのタスクを各CPUが処理し、CPU使用率履歴は3秒毎にほぼ0%-100%に振れている。履歴の前半は更新の頻度を「高」に設定したもの。後半の履歴は頻度を「通常」としたもの。前半はCPU使用率で設定値60%を越え63%となっている、後半は視覚的に平均約30%を示している。

Windows、Mac、Linuxのいずれかのオペレーティングシステムで稼働しているパソコンなどを使用する者がWCGのサイトから会員登録を行いメンバーとなり「World Community Grid ソフトウェア」と呼ばれるBOINCクライアントをインストールし稼働をさせる。一旦稼働させればパソコンなどのユーザであるメンバーは設定を行わなくとも電源投入後自動的にバックグラウンドで働き、電源切断時も何らの介在を要しない。
一旦稼働後の段階からWCGのメンバーとして参加し貢献をすることとなる。必須事項ではないが言語の選択はツールバーの「Avanced」「Options」「language selection」の中から自分の好む言語を選択しその言語での表示とできる。言語の選択肢は200通りを越え、一例として英語の場合16通りの中から選ぶことができる。一般に英語と言われるものから、アメリカ英語、イギリス英語、さらにはフィリピン英語やジンバブエ英語なども選択できる。中国語は7通り、アラビア語は18通りある。「Japanese」を選択して日本語表示とできる。
WCGではいくつかのプロジェクトがありデフォルトではすべてのプロジェクトに参加することとなるが、個々のプロジェクトも参加の可否を指定できる。またインストールし稼働するとスクリーンセーバもWCGとなり参加してタスクとして処理中のプロジェクトのものが表示される。
WCGでは新規のプロジェクトが立ち上がったり、プロジェクトが完了することもある。「すべてのプロジェクトに参加する」という設定にしておけば、これらのプロジェクトの増減に気を払う必要はなくなる。メンバーが選択したプロジェクトはWCG本部のサーバーに記憶され該当するプロジェクトのタスクが与えられる。
日本語表示の場合「高度な操作」、「プレファレンス」から「プロセッサー使用設定」をデフォルトの60%以外に変える事ができる。ここでの60%とはBOINCソフトウエアでタスクの処理をCPUで一時的に100%稼働させ、直後にタスクの処理を休止し0%となる。このことを約3秒から5秒間隔で繰り返しタスクは細切れに処理され、パソコン自体のプロセッサーの使用率はWCGのタスクとパソコン本来の用途であるアプリケーションやOSを含めて平均で60%となることを意味する。一般にWCGへの参加を行ってもそれが原因となってパソコンでの他のアプリケーションの処理速度が著しく落ちることはないとされる。また「休止」と「一時停止」と呼ぶ処理の中断が行え、何らかの理由によりCPUの能力をWCG以外のアプリケーションに集中させる必要がある場合にも対応できる。「休止」を解かなければ1時間中断、「一時停止」はそれを解くまで時間制限無く中断状態は維持される。
WCGではFAQやパソコンなどの必要なリソースとしてのハードウエア構成は頻繁に変更されるため、このことに関しては英語でのみ表示され次に示す外部リンクのWCGのサイトで示される仕様が必要となる。
- WCGサイトで示される参加に必要なパソコンの仕様

プロジェクトごとにメモリーとハードディスクドライブ必要容量は異なるが、一般的な仕様と構成を持つパソコンであればその中のメモリー250MB、ハードディスクドライブ100MBを使用し十分対応できる。特定のプロジェクトの特定のタスクは世界中の複数のメンバーに重複して配布されるので、自分のパソコンがタスクに対応出来なかったり、中断が長時間行われたとしても、他のメンバーがそのタスクを処理してくれる。
なおBOINCクライアントを稼働した後、WCGのプロジェクトへの参加に加えてBOINCのプロジェクトへもメールアドレスなどを登録しそれぞれのプロジェクトのメンバーとなって参加できる。これらのすべてのプロジェクトのタスクには「報告期限」と呼ばれる締切の年月日時分秒が決められておりCPUの処理速度が低速であったり、極度にリソースの割り当てを少ない設定とすると期限までにタスクを終了できず単なる無駄に終わることもこともあり、各タスクの進捗状況を見ながら貢献させるリソースを決めることが奨められる。2009年7月末時点で約20のBOINCのプロジェクトへの参加が選択できるが、多くのプロジェクトへの参加の設定をしても同時に1つまたは2つのタスク処理しか行えず、分散コンピューティングへの参加の貢献度が増える訳ではない。またWCGのプロジェクトへは少なくとも1つ以上参加しなければならない。WCG以外にもBOINCの他のプロジェクトへの参加が可能である。

#### UDクライアントの場合
注意：この節は主に2008年6月にサポートが中止されたUD社のクライアント ソフトウェアを使用した場合の事が記述されています。現在は「BOINC」のみをクライアントソフトウェアとして稼動させ提供・参加します。
参加に会員登録した者は貢献に提供するパソコンなどの能力（リソース)の度合いを自分で決めることが出来る（後刻変更もできる）。次の機器構成を「総合パーフォーマンス基準値100」として考えられており、メンバーはその値以上または以下のリソースを自分の機器によって構成したり割り当てて設定した上でリソースの一部を提供する。
- High-end Desktop Systemと呼ばれるパソコンの場合の「総合パーフォーマンス（Overall performance)基準値100」のリソースと各構成要素のパーフォーマンス値100

Overall Performance:100
Processor:100, Intel Pentium 4, 1.5GHz
Memory:100, 384MB
Storage:100, 5.00GB
Network:100, Intel PRO/100 S Management Adapter
以上の構成が基準として100の能力とされる。
- 一例として下記のリソースを提供すると総合パーフォーマンス191となる。写真参照。

Overall Performance:191
Processor:192, Intel Pentium 4, 3.1GHz
Memory:300, 1536MB（実装Memory容量であり、指定値の設定不可）
Storage:196, 9.77GB 唯一の指定可能値（提供値10.00GBが9.77GBと表示される）
Network:100, Marvell Yukon 88E/8001/8003/8010 PCI Gigabit Ethernet Controller, 1394 Net Adapter
登録し課題を解いてもパソコンの自分の用途の処理が遅れるなどの事態は殆ど無い。余剰のアイドル時間（Microsoft Windowsの場合はSystem Idle Process）に処理能力としてのリソースの一部だけを使うものである。また設定により最大120分間まで課題の計算処理を中断でき、パソコンのトラブル時などにも切り離した状態に出来る。この切り離し中はSnooz状態と呼ばれる。また、参加を意識する必要は全く無く、自分のペースでパソコンの電源を切ってよく、その場合でも課題の計算などの処理は細切れに継続され、いずれ完結に至り、その結果はアップロードされる。参加者を辞める場合は、参加用のプログラムを削除する、または自動的スタートアップの設定をしなければよい。

### チームへの参加
登録したメンバーは任意選択として、さらに世界中のいずれかのチームのメンバーとなることも出来る。2007年11月時点で約1000チームが存在しており、その中には数千人のメンバーを擁するチームや一人でチームと称するものまである。米国IBMもその資源を提供している。個人参加であってもチーム所属であっても貢献することには変りは無い。ただし、「World Community Grid」本部のウェブサイトは参加チーム名とそれに関する貢献度の統計データなどを掲載しているが、チーム自身のURLによってチームが行う自己紹介や案内する事柄には責任を持っていない。

## 社会貢献
ワールド・コミュニティ・グリッドは、企業や団体が企業や団体内でWCGを推進している場合、パートナーとして認定している。2021年4月現在、WCGは452のパートナーを持つ。
また、人間の健康と福祉の向上に向けた取り組みの一環として、World Community Grid上で完成したすべての計算結果をパブリックドメインとして公開し、科学コミュニティで利用できるようにしている。

## 科学的成果
開始以来、ワールド・コミュニティ・グリッドでは30以上のプロジェクトが実施されてきた。その成果の一部は次の通りである:
- 2014年2月、「ファイト!小児がん」(Help Fight Childhood Cancer)プロジェクトの科学者たちは、明らかな副作用を伴わずに神経芽細胞腫のがん細胞を破壊する7つの化合物の発見を発表した[26]。この発見は、WCGボランティアの支援によってなされたもので、新しい治療法に向けた前向きな一歩であった。  プロジェクトは、この化合物を治療薬として開発するために、製薬会社との共同研究を求めていることを発表した。  プロジェクトの成功を受けて、科学者は他の小児がんに焦点を当てたフォローアッププロジェクトをすでに計画していると述べていて、彼らが創設メンバーである新たに結成された環アジア腫瘍学グループと協力する可能性もある[27]。
- 2012年7月現在、「ヒト・プロテオーム・フォールディング・プロジェクト（英語版）」（Human Proteome Folding Project）は、WCGのデータを使用したいくつかの論文を発表している[28]。 そうした例には、タンパク質の構造と機能予測の検証方法と新しいデータベースに関する論文[29]、ヒト体内プロセスを制御するタンパク質の同定に関する論文[30]、5つの植物科のゲノムとそのプロテオームの分析に関する論文（29,000を超えるタンパク質構造を作成するためにWCGが用いられた）[31]、出芽酵母（Saccharomyces cerevisiae）のプロテオームに関する論文があげられる[32]。
- 2012年11月、「マラリアとの戦い」(GO Fight Against Malaria)プロジェクトでは、マラリアおよび薬剤耐性結核(治療法がないTDR-TBを含む)に有効な分子がいくつか発見されたことが報告された[33]。 また、このプロジェクトでは、MRSA、フィラリア症、腺ペストに対する新しい分子の試験も行われた。 これらの分子を治療法に応用するために、実験室での試験が続けられてる。 GFAMはまた、10億通りの異なるドッキング計算を行った史上初のプロジェクトでもあった[34]。 2015年1月に論文が発表され[35][36]、さらに2つの論文が提出待ちとなっている。 2015年6月、同プロジェクトは、薬剤耐性結核菌株に対して発見された2つの「ヒット」のうち、いくつかの「類似体」(analogs)が合成されたことを報告したが、その中でも最も優れたものは、結核菌マイコバクテリウムの増殖を阻害し、哺乳類細胞に対して比較的無毒である[35]。
- 「デング熱治療薬の発見」(Discovering Dengue Drugs - Together（英語版）)プロジェクトの科学者たちは、いくつかの新しいデング熱プロテアーゼ阻害剤を発見したことを報告したが、そのほとんどは西ナイルウイルスのプロテアーゼも阻害する。これらのうちの一握りは、すでに「重要な前臨床薬物動態および有効性試験」に入っている。 2014年11月のアップデートでは、科学者たちがデングウイルスの複製を可能にする重要な酵素を無効にするリード化合物(drug lead)を持っていることが報告された。 また、西ナイルウイルスなどの他のフラビウイルスでも同様の挙動を示している。 毒性、発がん性、突然変異原性などの否定的な副作用は観察されていないため、この薬の鉛はこれらのウイルスに対して非常に強力な抗ウイルス薬の候補となっている。科学者たちは現在、この分子の活性を向上させるための亜種を合成し、計画された前臨床試験と臨床試験に入るように取り組んでいる[37]。
- 2013年6月、「クリーン・エネルギー・プロジェクト」(Clean Energy Project（英語版）)は、特性が特徴づけられた230万以上の有機分子のデータベースを発表した。 そのうち、現在生産されている有機太陽電池の効率を2倍にする可能性を示したのは、3万5000個の分子である。 この取り組み以前、科学者たちは、太陽光を効率的に電気に変換できる炭素系材料をほんの一握りしか知らなかった[38][39]。
- 2010年2月、「FightAIDS@Home」(FightAIDS@Home（英語版）)プロジェクトの科学者たちは、新しいクラスのエイズ治療薬を可能にする可能性のある2つの化合物を発見したと発表した。 この化合物は、新たに発見された結合部位でウイルスに結合するため、「既存の治療法を強化し、薬剤耐性株を治療し、ウイルスの薬剤耐性の進化を遅らせる」ことができる[40][41]。
- 2015年7月、「リーシュマニア症の薬物探索」(Drug Search for Leishmaniasis（英語版）)プロジェクトは、WCGワークユニットを介して同定された100以上の化合物のうち、最も予測効率の高い上位10化合物を試験したと発表した。 その10化合物のうち、4化合物はin vitro試験で「良好な結果」を示し、1化合物は「例外的に有望な結果」を示した[42]。 2017年8月には、ハムスターに対する4つの化合物のin vivo試験では、1つの化合物が「5匹のハムスターのうち2匹で病変がほぼ完全に治癒」をもたらすという良好な結果が得られた[43]。
- 2015年7月、「クリーンウォーターのためのコンピューティング」(Computing for Clean Water)プロジェクトは、ナノチューブを効率的に利用した新しいタイプの浄水器を説明した論文がネイチャー・ナノテクノロジー誌に掲載されたことを発表した。 「ナノチューブとは、グラフェンと呼ばれる炭素原子の一枚の厚さのシートを小さなチューブに巻き上げたもので、直径はわずか数ナノメートル、つまり人間の髪の毛の直径の1万分の1の大きさである。このチューブの大きさは、水分子を通過させるだけでなく、より大きな病原体や汚染物質をブロックし、水を浄化することができる」。 科学者たちは、WCG上でシミュレーションを実行することで、特定の条件下でフォノンと呼ばれるある種の自然振動が、これまでの理論的な予測と比較して、ナノチューブを通過する水の流量を300％以上増加させることを発見した[44]。
- 2015年4月、「住血吸虫にノーと言う」(Say No To Schistosoma)プロジェクトの科学者は、その後の分析が行われ、最も有望な3つの候補物質がin vitro試験のために同定されたことを報告した[45]。
- 2019年3月、「FightAIDS@Home」(FightAIDS@Home（英語版）)の研究者は、「潜在的に標的化可能なインヒビター結合ポケットを定義」する「HIV-1コアアセンブリに重要な新規インターサブユニット相互作用」を記述した論文を発表した。 World Community Gridを用いて、160万以上の化合物を用いて、このポケットの20のコンフォメーションを標的とした。 予備的な結果は、このポケットが抗ウイルス化合物のもっともらしい結合部位であることを示唆している。これらの化合物のさらなる解析は、独立した研究の対象となっている。[46]

## 進行中のプロジェクト

### OpenPandemics - COVID-19
「オープン・パンデミック - COVID-19」(2020年4月1日) IBMが発表したこのプロジェクトは、COVID-19パンデミックの原因となったSARSコロナウイルス2(SARS-CoV-2)の可能性のある治療法を特定することを目的としている。 WCGは、これまでにもFightAIDS@Homeプロジェクトなどで提携してきたスクリプス研究所と提携する。 このプロジェクトは、CPUや最終的にはGPU上で実行され、「すべての科学者が将来のパンデミックの治療法を迅速に検索するのに役立つ、迅速な対応が可能なオープンソースのツール」を作成することになる。 プロジェクトは2020年5月14日に開始された。

### Mapping Cancer Markers
「がんマーカーのマッピング」(2013年11月8日開始) さまざまなタイプのがんに関連する腫瘍マーカーを特定することを目的としており、数千の健康な患者やがん患者の組織サンプルから収集した数百万のデータポイントを分析している。 これらには、肺がん、卵巣がん、前立腺がん、膵臓がん、乳がんの組織が含まれる。 これらの異なるデータポイントを比較することで、研究者は、異なるがんのマーカーのパターンを特定し、さまざまな治療オプションへの反応性など、さまざまな転帰と相関させることを目指している。 プロジェクトは4種類のがんに焦点を当てており、最初は肺がんに焦点を当て、卵巣がん、前立腺がん、肉腫へと進んでいく予定である。トロント大学主催。

### FightAIDS@Home Phase 2
「エイズ対策フェーズ2」 (2015年9月30日開始) フェーズ1の結果をより詳細に見てゆく。 このプロジェクトは、実験の初期段階では、シミュレーションアーキテクチャが正しく機能し、信頼性の高い結果を与えていることと、BEDAM(Binding Energy Distribution Analysis Method)とAutoDockを併用することで、BEDAMやAutoDockだけを使用するよりも良い結果が得られること、という2つの目標を掲げている。

### Help Stop TB
「結核対策」(2016年3月24日開始) 現在利用可能な治療法に対して耐性を進化させている細菌によって引き起こされる結核との戦いを支援する。 このプロジェクトの計算は、細菌の保護膜にあるミコール酸(mycolic acids)をターゲットにしており、これらの分子の挙動をシミュレーションすることで、これらの分子がどのように細菌に保護を提供するかをよりよく理解することができる。ノッティンガム大学主催。

### Smash Childhood Cancer
「叩け！小児がん」(2017年1月開始) 先行する「Help Fight Childhood Cancer」(ファイト！小児がん)プロジェクトの成果をベースに、小児がんを標的とした新たな薬剤(リガンド分子)候補を探索するものである。 対象となるがんは、脳腫瘍、腎芽腫、胚細胞腫瘍、肝芽腫、骨肉腫である。2020年3月に中川原章博士(Akira Nakagawara)が退任したため、治験責任医師はSmash Childhood Cancerチームの当初のメンバーの1人であったGodfrey Chan博士に変更された。また、新たな調査対象としてPRDM14とFox01が追加された。

### Africa Rainfall Project
「アフリカ降雨プロジェクト」(2019年10月開始) ワールド・コミュニティ・グリッドのコンピューティング能力や、ザ・ウェザー・カンパニーのデータなどを利用して降雨モデリングを改善し、サハラ以南のアフリカの農家が作物をうまく育てることができるようにする。

## 終了したプロジェクト

### Human Proteome Folding
「ヒトたんぱく質解析」（2004年11月11日発足、2006年7月18日終了）人のプロテオームを形成するタンパク質を特定し、がん、HIV/エイズ、SARS、マラリアなどの疾病の新たな効果的治療に必要な知識を得た。現在、フェーズ2が進行中。

### Help Defeat Cancer Project
「がん撲滅支援」（2006年7月20日発足、2007年4月終了）人のプロテオーム（ヒトたんぱく質構造）の未知の部分に研究者向けに注釈を付け、さらに癌の発生と進行の解明、治療法の開発。

### Help Cure Muscular Dystrophy
「筋ジストロフィー治療支援：フェーズ1」（2006年12月19日発足、2007年6月11日終了）神経筋疾患を引き起こす遺伝子に対応するタンパク質の分子モデリング解析。UDクライアント限定で行われた。

### AfricanClimate@Home
（2007年9月1日発足、2008年7月終了）アフリカでのより確実な気候モデル構築。現在フェーズ1の結果を分析中で、その結果からフェーズ2を予定。

### Genome Comparison Project
「ゲノム比較」（2006年11月21日発足、2007年7月21日終了）各生物の遺伝子配列の既知の機能と未知の機能の遺伝子配列を比較し、生体内のその類似した役割を研究。

### The Clean Energy Project：フェーズ1
（2008年12月5日発足、2009年10月13日終了）エネルギー蓄積ができるような次世代太陽電池のための新素材探索。

### Influenza Antiviral Drug Search
「インフルエンザ抗ウイルス薬の探索：フェーズ1」（2009年5月5日発足、2009年10月22日終了）体内でインフルエンザの蔓延を抑える化学合成物（chemical compounds）の特定。

### Discovering Dengue Drugs – Together
「デング熱治療薬開発」（2007年8月21日発足、2009年11月4日終了）デング熱、C型肝炎、西ナイル熱、および黄熱の新薬開発。2010 年2月17日よりフェーズ2が進行中。

### Nutritious Rice for the World
「栄養価の高い米を世界に」（2008年5月12日発足、2010年4月6日終了）飢餓対策のための、高収穫・高栄養で耐病性に優れた米のタンパク質構造予測。

### Help Cure Muscular Dystrophy - Phase 2
「筋ジストロフィー治療支援フェーズ2」（2009年5月13日発足、2012年9月26日終了）神経筋疾患を引き起こす遺伝子に対応するタンパク質の分子モデリング解析。フランス筋ジストロフィー協会(AFM)やフランス国立科学研究センター(CNRS)、IBMなどにより設立されたDecrypthonが主催。

### Computing for Sustainable Water
（2012年4月16日発足、2012年10月17日終了）チェサピーク湾へ流入する河川流域内の人間の多様な経済活動などによる水資源への影響のシミュレーションを行い、健全で持続可能性ある水資源の回復手法の探索。このプロジェクトから得られる手法は地球規模で他の地域の流域の水資源に適用出来ると期待される。バージニア大学の研究者が主催。

### Uncovering Genome Mysteries
（2014年10月14日発足）ニューサウスウェールズ大学が主催し、オーストラリアとブラジルの科学者による共同研究である。 このプロジェクトは、多くの生命体から2億個近くの遺伝子を調べ、既知の遺伝子と比較することで、その機能を解明することを目的としている。 その結果、医学や環境研究などの分野で効果を発揮する可能性があるという。第一段階のプロジェクトは終了し、解析したデータをビッグデータとし次の研究プロジェクト開始に向けシステムを構築中。

### Outsmart Ebola Together
スクリプス研究所との共同研究で、エボラ出血熱と戦うための化学化合物の発見を支援した。 2014年12月3日に開始し、その目的は、ウイルスの特定のタンパク質と高いリガンド結合親和性を持つ薬剤を見つけることで、ウイルスのライフサイクルにおける重要なステップをブロックすることである。 ターゲットは2つあり、ウイルスがヒト細胞に感染するために使用される表面タンパク質と、異なる機能を実行するために形状を変更する「トランスフォーマー」タンパク質である。プロジェクトは2018年12月6日に正式に終了した。

### Discovering Dengue Drugs - Together - Phase 2
「デング熱治療薬開発」（2010年2月17日発足、2013年3月22日終了）デング熱、C型肝炎、西ナイル熱、および黄熱の新薬開発。テキサス大学医学部が主催。

### Help Conquer Cancer
がん撲滅支援（2007年11月6日発足、2013年5月29日終了）がん治療のためのたんぱく質解析。オンタリオがん研究所、ハウプトマン-ウッドワード医学研究所などの研究者が主催。

### Human Proteome Folding - Phase 2
「ヒトたんぱく質解析フェーズ 2」（2006年6月23日発足、2013年6月25日終了）特定のヒト・タンパク質と病原タンパク質の分解構造を得ることとタンパク質構造予測の限界探索。ニューヨーク大生物学部とコンピュータ科学部が主催。

### GO Fight Against Malaria
（2011年11月16日発足、2013年6月25日終了）マラリアにおける多重薬剤耐性の突然変異体「superbugs」に効力のある候補合成物の探索。スクリプス研究所(米カリフォルニア州)の研究者が主催。

### Drug Search for Leishmaniasis
（2011年9月7日発足、2013年10月18日終了）リーシュマニア症の治療法に結びつく有望な合成物の探索。コロンビア共和国メデジン市のアンティオキア大学の研究者が主催。

### Say No to Schistosoma
（2012年2月29日発足）2億人以上が冒され、毎年20万人が死亡する住血吸虫症患者の治療薬の特定とその開発を目標に数百万の薬の成分と対象とするタンパク質の相互作用による探索。ブラジルのベロオリゾンテとFIOCRUZ-MinasのInfórium Universityの研究者が主催。

### Computing for Clean Water
（2010年9月20日発足）新たなフィルター素材での効率的な水分子の流れの様相探索。清華大学のCenter for Nano and Micro Mechanics （CNMM）が主催。

### Help Fight Childhood Cancer
「ファイト!小児がんプロジェクト」（2009年3月16日発足）神経芽腫に関連する3つの特定のタンパク質と、それを不活化させるための薬剤候補との仮想結合実験。千葉県がんセンターおよび千葉大学の研究者が主催。

### The Clean Energy Project
「クリーンエネルギープロジェクト フェーズ2」（2010年6月30日発足）ハーバード大学化学・ケミカルバイオロジー学部の科学者がスポンサーとなっている。クリーンエネルギープロジェクトの使命は、次世代の太陽電池や後のエネルギー貯蔵デバイスのための新しい材料を見つけることである。 研究者たちは、分子力学と電子構造計算を用いて、次世代の太陽電池材料となりうる分子の光学特性と輸送特性を予測している。  フェーズ1は2008年12月5日に開始され、2009年10月13日に完了した。ワールド・コミュニティ・グリッドのコンピューティング能力を利用して、研究者たちは数万種類の有機材料の電子特性を計算し、実験室でのテストを上回る数の有機材料の電子特性を計算し、手頃な価格の太陽エネルギー技術を開発するために最も有望な候補を決定することができた。  フェーズ2は2010年6月28日、ハーバード大学の化学・生物化学学部の科学者の支援を受けて開始された。量子化学ソフトウェア「Q-Chem」を用いて、候補物質の光学的、電子的、その他の物理的特性に関する更なる計算が行われている。本研究成果は、Energy & Environmental Science誌に投稿された。

### OpenZika
(2016年5月18日開始) ジカウイルスとの戦いを支援するために立ち上げられた。このプロジェクトでは、デング熱や黄熱などの類似疾患で知られている結果をもとに、ジカウイルスが体内で生存し、拡散するために利用されると考えられているタンパク質を標的としている。これらの結果は、研究者が抗ウイルス薬を開発するのに役立つ。 プロジェクトは2019年12月13日に正式に終了した。

### FightAIDS@Home
(2005年11月19日開始) ワールド・コミュニティ・グリッドの2番目のプロジェクトであり、単一の疾患を対象とした最初のプロジェクトである。 個々のコンピュータは、1つの潜在的な薬物分子を処理し、それがプロテアーゼ阻害剤として作用するHIVプロテアーゼとどれだけうまく結合するかをテストする。 スクリプス研究所(The Scripps Research Institute)のオルソン研究室(BOINCで解析用に使用されるAutoDockプログラムの開発元)が主催する。  スクリプス研究所は2007年4月21日、FightAIDS@Homeの結果について、初の査読付き科学論文を発表した。 この論文では、これまでの成果は、主に今後のFightAIDS@Homeの計算の効率化に利用されると説明されている。  FightAIDS@Homeプロジェクトは現在も進行中であるが、今後数ヶ月間は計算の必要性がないため、WCGの技術者はプロジェクトのステータスを完了済みに変更した。 技術者の言葉によると、「より多くの作業が可能になれば、すぐにプロジェクトを再開することができる」とのことである。2015年9月、FightAIDS@Homeフェーズ2が開始された。

### Microbiome Immunity Project
「マイクロバイオーム免疫プロジェクト」(2017年8月23日発足) 人の体内や体表にある細菌が病気にどう関わっているかという点に着目し、細菌の中にあるタンパク質を研究するもので、約300万個の別々の細菌遺伝子でできているヒトのマイクロバイオームを研究している。 細菌の遺伝子を学習することで個々の形を知ることができ、それぞれの物理的な形が細菌の機能を決定している。 共同研究機関には、カリフォルニア大学サンディエゴ校、MITとハーバード大学のブロード研究所、サイモンズ財団のフラットアイアン研究所などがある。

## 日本のチーム（登録順）
BOINCプロジェクトに登録している日本のチームは数多くあるが、World Community Grid を継続的に解析しているチームのみ抜粋（抜粋要件：参加者数10人以上、チーム国籍が日本、またはチーム名に「Japan」を含む）。
Team 2ch
2004年11月16日登録。匿名掲示板群2ちゃんねる利用者によるチーム。当初は、BOINCプロジェクトの中でも特に人気の高いSETI@home参加者が多く（BOINC移行以前のSETI@homeクラシックから移動した参加者を含む）、World Community Grid 参加者は少数だったが、2007年04月27日のUDがん研究プロジェクトの終了に伴い、UDのTeam 2chメンバーの多くが主に同じ医療系プロジェクトである World Community Grid に参加すべく、BOINCの Team 2ch に大挙移動し（日本では関係者の間で俗に「UD難民の民族大移動」と呼ばれた）、World Community Grid サイトにはUDからの移籍者に対する歓迎のページが設けられた。この旧UD参加者の流入により、現行の功績値の約3/4が World Community Grid により占められている。
2008年7月6日、World Community Grid 内の功績値世界ランキングで1位を達成。2009年には参加者(登録)数・解析結果数でも世界1位（2010年7月現在、参加者(登録)数のみ2位）となり、World Community Grid に限らず、BOINC全体でも世界有数の大チームとなる。
IBM Japan ODB
2004年11月18日登録
IBM Japan
2004年11月19日登録
Japan-Central
2004年11月19日登録
Japan
2004年11月21日登録
IBM - J ISC-J
2005年5月12日登録
Protein structural analysis room Japan
2005年11月5日登録。活動範囲を医学・生物系プロジェクトに限定している。元々はcell computing βirthで結成されたチーム。
Team Japan HIV
2005年12月13日登録。チーム名が表す通り、HIV（FightAIDS@Home）に特化したチーム。分散コンピューティングシステムFind a DrugのHIVプロジェクト（2003.7.12開始）の参加者で結成され、2005年末のFind a Drugの終了とほぼ同時期に開始されたFightAIDS@Homeに参加すべく、World Community Grid に移行した。
IBM - Japan
2005年12月16日登録
BOINC@MIXI
2006年04月18日登録。ソーシャルネットワーキングサイトmixiのチーム。特定のプロジェクトに偏らず、World Community Gridを含むBOINCの各プロジェクトに参加している。
GBS-JAPAN
2007年05月15日登録
Team niconico
2007年11月25日登録。ニコニコ動画のチーム。
Team FreeJapan
2010年05月31日登録。保守系ソーシャルネットワーキングサイトSNS-FreeJapanのチーム。
チーム鯱
2010年07月05日登録。愛知県中心のオーバークロックチーム。
BOINC@TOKYO
2014年07月05日登録。チーム名にTOKYOがついているとおり、東京からBOINC（Berkley Open Infrastructure for Network Computingバークレー・オープン・インフラストラクチャ・フォー・ネットワーク・コンピューティング）を広める活動を発信している小規模な非営利ボランティアコンピューティングチーム。初期の段階ではSETI@HOME（現在は終了している）の解析を中心に活動していたが、SETI@HOTMEの活動終了を契機に、人類に有益な科学研究に取り組むために、世界最大のボランティア・コンピューティング・プラットフォームである医療系プロジェクトIBMのWorld Community Grid（小児がんの新薬候補探索・結核耐性に対する治療法探索・腫瘍マーカーの特定）等への活動へと移行し現在に至る。また、２０２３年９月現在、小規模なチームにもかかわらず功績値日本ランキングで４位を達成している。

## その他
- 2008年6月30日 - 秋葉原の家電量販店の数店は、パソコンの電源を入れたまま店頭に展示し、何らの仕事やアプリケーションソフトウェアを働かせないのは電力の無駄で勿体無いとして日本IBMの助言を受け、1週間だけだが、World Community Gridに参加し、「Nutritious Rice for the World」 プロジェクトに協力した[73]。